# Боговин, Виталий Викторович
Виталий Викторович Боговин (укр. Віталій Вікторович Боговін; род. 17 августа 1969 года, Бильмак, Запорожская область) — украинский предприниматель в аграрной сфере и государственный деятель, глава Запорожской ОГА с 11 июня по 18 декабря 2020 года, председатель Запорожского областного совета с 15 по 24 декабря 2020 года.

## Биография
1984—1988 — учился в Ногайском сельскохозяйственном техникуме в Приморске по специальности зоотехник.
С 1988 года служил в армии, далее продолжил обучение.
1990—1995 — учился в Днепропетровском аграрно-экономическом университете по специальности «Агрономия».
В 1991 году начал работать в колхозе «Украина» Куйбышевского района. Работал бригадиром тракторной бригады. Там же десять лет был заместителем директора сельхозпредприятия.
С 2000 по 2006 год возглавлял агрофирму «Батькивщина» в Пологовском районе.
В 2006 году основал компанию «Бизон-тех», предприятие по дистрибуции семян и удобрений. В 2009 году начал создание агрохолдинга LANDFORT. В 2012 году создал трейдинговую компанию «Амбар Экспорт». В 2014 году основал компанию «Океан Инвест». С 2016 года все активы объединил в группу компаний BKW Group.

## Политическая деятельность
Кандидат в народные депутаты от партии «Слуга народа» на парламентских выборах 2019 года (избирательный округ № 78, г. Бердянск с населенными пунктами Бердянского городского совета, Бердянский, Бильмакский, Розовский, Черниговский районы). На время выборов: директор ЧП «Бизон-Тех 2006», беспартийный. Проживает в с. Солнечное Запорожского района Запорожской области.
20 мая 2020 года Кабинет Министров поддержал назначение Боговина на должность председателя Запорожской ОГА.
С 15 по 24 декабря 2020 года занимал должность председателя Запорожского областного совета.